# Aleksandr Kowalenko (polityk)
Aleksandr Własowicz Kowalenko (ros. Алекса́ндр Вла́сович Ковале́нко, ur. 12 grudnia?/25 grudnia 1909 we wsi Mykołajiwka w guberni połtawskiej, zm. 2 listopada 1987 w Moskwie) – radziecki polityk narodowości ukraińskiej, członek KC KPZR (1961–1986), dwukrotny Bohater Pracy Socjalistycznej (1948 i 1976).

## Życiorys
Od 1931 w WKP(b), w latach 1932–1934 służył w Marynarce Wojennej ZSRR, w 1937 ukończył Komunistyczny Uniwersytet Rolniczy w Charkowie, 1937–1939 zastępca dyrektora ds. politycznych i dyrektor stanicy maszynowo-traktorowej w obwodzie charkowskim. W latach 1939–1941 przewodniczący komitetu wykonawczego rady rejonowej w obwodzie charkowskim, w 1941 I sekretarz rejonowego komitetu KP(b)U, od 1941 w oddziale partyzanckim, w 1943 sekretarz podziemnego rejonowego komitetu KP(b)U, 1943–1944, 1944–1952 i 1952–1954 I sekretarz rejonowych komitetów KP(b)U/KPU. W latach 1954–1955 kierownik wydziału rolnego Komitetu Obwodowego KPZR w Biełgorodzie, 1955–1956 I zastępca przewodniczącego Komitetu Wykonawczego Rady Obwodowej w Biełgorodzie, od 14 grudnia 1960 do 7 maja 1964 I sekretarz Biełgorodzkiego Komitetu Obwodowego KPZR (od stycznia 1963: Biełgorodzkiego Wiejskiego Komitetu Obwodowego KPZR). Od 31 października 1961 do 25 lutego 1986 członek KC KPZR, od 28 kwietnia 1964 do 22 grudnia 1980 I sekretarz Wiejskiego Komitetu Obwodowego KPZR/Komitetu Obwodowego KPZR w Orenburgu, od grudnia 1980 do kwietnia 1986 przewodniczący Państwowego Komitetu ZSRR ds. rezerw materiałowych, następnie na emeryturze. Honorowy obywatel Orenburga. 1962-1989 deputowany do Rady Najwyższej ZSRR. Pochowany na Cmentarzu Nowodziewiczym.

## Odznaczenia
- Medal Sierp i Młot Bohatera Pracy Socjalistycznej (dwukrotnie – 7 maja 1948 i 6 października 1976)
- Order Lenina (sześciokrotnie)
- Order Rewolucji Październikowej
- Order Czerwonego Sztandaru Pracy (trzykrotnie)
- Order Wojny Ojczyźnianej I klasy
- Order Czerwonej Gwiazdy (dwukrotnie)
- Order Przyjaźni Narodów

I medale.